# Севянен, Нийло
Нийло Севянен (фин. Niilo Sevänen; род. 19 августа 1979) — музыкант и певец в жанре мелодик-дэт-металл из Йоенсуу, Финляндия. Получил наибольшую известность как участник (вокалист и басист) группы Insomnium в стиле мелодичный дэт-метал.

## Биография
Севянен рос на побережье Финляндии в городе Турку.  Позже он переехал в Йоенсуу, где проходило его воспитание.
В 1994 году начал изучать игру на бас-гитаре и сформировал свой первый ансамбль: панк-рок группу под названием «Paise». В следующем году группа сменила название на Stonecrow и начала смещать свой музыкальный стиль. Севянен покинул группу через два года из-за разногласий в музыкальных вкусах. Однако, сразу после этого, он быстро сработался с музыкантами, чьи интересы совпадали с го интересами, в результате чего была сформирована группа в стиле мелодичный дэт-метал — «Insomnium».